# Hybroma crocorrhoa
Hybroma crocorrhoa är en fjärilsart som beskrevs av Edward Meyrick 1919. Hybroma crocorrhoa ingår i släktet Hybroma och familjen äkta malar.
Artens utbredningsområde är Colombia. Inga underarter finns listade i Catalogue of Life.